# الكورفيت فئة-بوجانما
الكورفيت فئة-بوجانما سيقوم حوض بناء السفن (راوما مارين كونستركت) ببناء كورفيتات متعددة المهام من فئة-بوجانما في راوما في فنلندا. يعد تطوير هذا الكورفيت جزءًا من مشروع (الأسطول-2020)الذي تبلغ قيمته 1.23 مليار يورو (1.36 مليار دولار)، والذي سيحل محل سبع سفن قديمة تابعة للبحرية الفنلندية.
وقعت القيادة اللوجستية لقوات الدفاع الفنلنديه عقد بناء السفن مع حوض بناء السفن (راوما مارين كونستركت) لأربعة كورفيتات فئة-بوجانما في سبتمبر 2019.

سيبدأ بناء أول سفينة حربية في عام 2022 ومن المقرر أن تصبح أول سفينة جاهزة للعمل كجزء من البحرية الفنلندية في عام 2023.

## المهام
يمكن نشرهذه الكورفيتات في مهام في الحروب المضادة للسفن السطحيه والدفاع الجوي، والحرب المضادة للغواصات، ومهام المراقبة وزرع الألغام.

## التصميم والمميزات
سوف يتميز الكورفيت فئة-بوجانما المتعدد المهام ببدن معزّز بالجليد، ومناسب للملاحة في المياه الجليدية والمياه الضحلة.

يتم تشغيل السفينة بواسطة نظام دفع حديث، والذي سيضمن سرعة عالية ومستويات ضوضاء منخفضة تحت الماء.

سيحتوي الجانب الخلفي من بدن السفينة على سطح للطيران لاستيعاب طائرة هليكوبتر واحدة أو عدة مركبات جوية بدون طيار (الطائرات بدون طيار).سوف تحتوي السفن أيضا على منشأة حظيرة لطائرة هليكوبتر.

## القيادة والسيطرة
إن نظام (ساب 9 ال في) لإدارة القتال على متن هذا الكورفيت سوف يكون بمثابة مركز القيادة والتحكم. سيضم هذا النظام مجسات المراقبة والأسلحة والأنظمة المرتبطة بها.

ستتيح البنية المفتوحة للنظام دمج أجهزة استشعار وتسليح وأنظمة من صنع طرف ثالث. وسوف يسمح للطاقم بقيادة والسيطرة على أجهزة الاستشعار والأسلحة على متن الكورفيت وإجراء تقييم التهديد، وتخطيط المهمة، وتحديد الأسلحة والاشتباك مع الهدف.

سوف يوفر نظام الاتصالات المتكاملة (تاكتي كول) دعم الاتصالات للطاقم.

ستحتوي السفن على صاري مدمج خفيف الوزن من إنتاج شركة ساب، يضم رادار (سي جيراف 4 أي) الثابت السطح المتعدد المهام للمراقبة البحريه ورادار (سي جيراف 1 اكس) البحري قصير المدى وسونار للأعماق المختلفه ورادار (سيروس 200)، وانظمة تحكم في اطلاق النار (الكترووبصرية).

ستقوم شركة (كونغسبيرغ) وشركة (باتريا) بتزويد هذا الكورفيت بسونار مضاد للغواصات.

## التسليح
سوف يكون المدفع البحري (بوفورس) عيار 57 مليمتر هو السلاح الرئيسي المثبت على سطح السفينة الامامي.

سيحمل الكورفيت محطتي اسلحه يتم التحكم بها عن بعد نوع (تراك فاير) مزوده مدافع رشاشة صغيرة ومتوسطة وثقيلة وقاذفات قنابل آلية ومدفعية خفيفه الوزن متوسطة العيار.

سوف يدمج نظام الصواريخ (ايتو 20) أرض-جو على كورفيت قاذفات رأسية نوع (ام كي 41) لإطلاق 32 صاروخًا من طراز (سي سبارو المطور).

وسيزود كل كورفيت بثمانية صواريخ (غابرييل 5) سطح-سطح أو مضادة للسفن.

سيتم تثبيت طوربيدات خفيفة الوزن من إنتاج شركة ساب والغام بحرية على متن السفن للاستخدام في مهام الحرب ضد الغواصات. تستطيع طوربيدات سابالخفيفة الوزن الاشتباك مع غواصات العدو على عمق يصل إلى 300 متر.

## اجراءات الحماية المضادة
إن نظام ساب البحري للإنذار بالليزر على متن الكورفيت الكورفيت فئة-بوجانما وتدابير الدعم الإلكتروني وأنظمة الإجراءات المضادة الإلكترونية سوف يحسن قدرات الدفاع عن النفس لهذه السفينة. كما سيتم تزويد هذه السفن الحربية بأربعة أنظمة للذخيرة المتعدده للقتل السهل (ماس) يمكنها تشتيت الصواريخ القادمة الموجهة.

## محركات الدفع
أبرمت القيادة اللوجستية لقوات الدفاع الفنلندية عقدًا مع شركة (ايكر اركتك تيكنولوجي) لتزويد أنظمة الدفع لأربعة طواقم متعددة الأدوار من فئة-بوجانما في سبتمبر 2019. ويغطي العقد تصميم وتوريد وتركيب وتشغيل الأنظمة.